# Perisphincter tisiphone
Perisphincter tisiphone är en stekelart som först beskrevs av Morley 1913.  Perisphincter tisiphone ingår i släktet Perisphincter och familjen brokparasitsteklar. Inga underarter finns listade i Catalogue of Life.